# Eagle Lake (Maine)
Eagle Lake – miasto w Stanach Zjednoczonych, w stanie Maine, w hrabstwie Aroostook.